# Teignmouth
Teignmouth är en ort och civil parish i Storbritannien.   Den ligger i grevskapet Devon och riksdelen England, i den södra delen av landet, 260 km väster om huvudstaden London. Teignmouth ligger 10 meter över havet och antalet invånare är 15 498.
Terrängen runt Teignmouth är platt åt sydväst, men åt nordväst är den kuperad. Havet är nära Teignmouth åt sydost.  Närmaste större samhälle är Torquay, 9,4 km söder om Teignmouth. 